# Плачек, Бернар
Бернар Плачек (фр. Bernard Placzek; род. 30 мая 1936, Либеркур, Па-де-Кале, Франция) — французский футболист и тренер.
Играл на позициях левого защитника и опорного полузащитника. Большую часть игровой карьеры провёл за «Ланс». Среди игроков клуба по количеству матчей в высшей лиге (Дивизионе 1) — 377 матчей (сезоны 1957/58 — 1967/68) — занимает второе место после Эрика Сикоры. Всего за «Ланс» сыграл в 473 матчах.
Обладатель Кубка Шарля Драго (турнир для клубов, вылетевших из Кубка Франции до стадии 1/4 финала) в 1959, 1960, 1965 годах.
В качестве тренера работал в командах низших лиг, в сезоне 1979/80 возглявлял игравший во втором дивизионе «Дюнкерк».
В 2022 году журнал So Foot включил Плачека в число 1000 лучших игроков чемпионата Франции, поставив его на 342-е место.